# TPGS1
TPGS1 (англ. Tubulin polyglutamylase complex subunit 1) – білок, який кодується однойменним геном, розташованим у людей на короткому плечі 19-ї хромосоми. Довжина поліпептидного ланцюга білка становить 290 амінокислот, а молекулярна маса — 31 275.
| 10         |  | 20         |  | 30         |  | 40         |  | 50         |
| ---------- |  | ---------- |  | ---------- |  | ---------- |  | ---------- |
| MAAVEKRRQA |  | VPPPAGFTDS |  | GRQSVSRAAG |  | AAESEEDFLR |  | QVGVTEMLRA |
| ALLKVLEARP |  | EEPIAFLAHY |  | FENMGLRSPV |  | NGGAGEPPGQ |  | LLLQQQRLGR |
| ALWHLRLAHH |  | SQRAAFNNNV |  | SVAYECLSAG |  | GRRKRPGLDG |  | RTYSELLRRI |
| CRDGQAPEEV |  | VAPLLRKVQC |  | RDHEAVPLSV |  | FRAGTLTCFV |  | LLEFVARAGA |
| LFQLLEDSAA |  | AVADRRVGQA |  | VLDTLEGALQ |  | ASDAAAPARF |  | LEAGSRLGPD |
| SLALALDRAV |  | GGRRPSAPMT |  | REEFLERAAA |  | LFIAKVKPVG |  |            |

A: Аланін

C: Цистеїн

D: Аспарагінова кислота

E: Глутамінова кислота

F: Фенілаланін

G: Гліцин

H: Гістидин

I: Ізолейцин

K: Лізин

L: Лейцин

M: Метіонін

N: Аспарагін

P: Пролін

Q: Глутамін

R: Аргінін

S: Серин

T: Треонін

V: Валін

W: Триптофан

Кодований геном білок за функціями належить до білків розвитку, фосфопротеїнів. 
Задіяний у таких біологічних процесах, як диференціація клітин, сперматогенез, альтернативний сплайсинг. 
Локалізований у цитоплазмі, цитоскелеті, клітинних відростках, війках.